# Blairsville, Georgia
Blairsville är administrativ huvudort i Union County i Georgia. Orten har fått sitt namn efter journalisten Francis Preston Blair. Enligt 2010 års folkräkning hade Blairsville 652 invånare.